# Ferdinand von Losch
Ferdinand von Losch (* 14. Januar 1843 in Rastenburg; † 18. September 1912 in Dessau) war ein preußischer Oberst und anhaltischer Kammerherr.

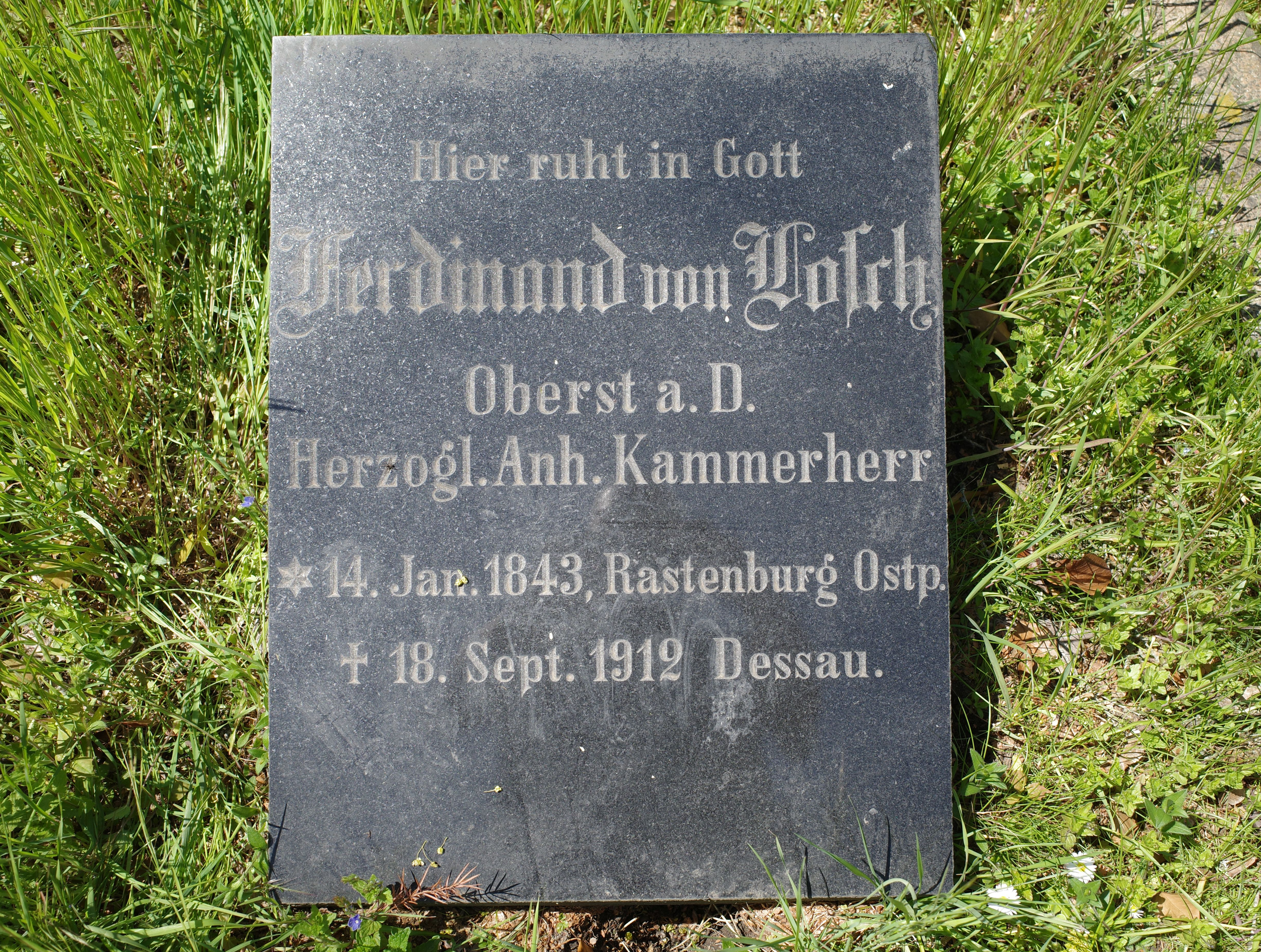

## Leben

### Karriere
Losch trat am 21. September 1861 in das 2. Ostpreußischen Grenadier-Regiment Nr. 3 der Preußischen Armee ein und avancierte bis Mitte November 1862 zum Sekondeleutnant. Er nahm 1866 am Deutschen Krieg teil, wurde in der Schlacht bei Trautenau verwundet und mit dem Roten Adlerorden IV. Klasse mit Schwertern ausgezeichnet. 1867 wurde Losch in das Anhaltische Infanterie-Regiment Nr. 93 versetzt und absolvierte ab Oktober die Kriegsakademie in Berlin.
Während des Krieges gegen Frankreich wurde Losch am 2. September 1870 zum Premierleutnant befördert und für sein Wirken mit dem Eisernen Kreuz II. Klasse ausgezeichnet. Mitte Mai 1876 rückte er zum Hauptmann und Kompaniechef auf. Am 15. März 1877 erfolgte seine Ernennung zum Flügeladjutanten des Herzogs Friedrich I. von Anhalt. In dieser Eigenschaft avancierte er Mitte April 1884 zum Major und erhielt das Komturkreuz II. Klasse des Hausordens Albrechts des Bären, das Ritterkreuz des Hausordens der Wendischen Krone sowie der Ritterkreuz I. Klasse des Herzoglich Sachsen-Ernestinischen Hausordens. Am 16. Oktober 1886 wurde Losch als Kommandeur des I. Bataillons in das 4. Magdeburgische Infanterie-Regiment Nr. 67 versetzt. Unter Stellung à la suite seines Regiments beauftragte man ihn am 21. Juli 1889 zunächst mit der Wahrnehmung der Geschäfte als Kommandant von Köln. Mit der Beförderung zum Oberstleutnant wurde er am 24. März 1890 zum Kommandanten ernannt und erhielt am 27. Januar 1893 den Charakter als Oberst. Losch nahm am 24. Juli 1894 mit Pension und der Aussicht auf Anstellung im Zivildienst sowie der Berechtigung zum Tragen der Regimentsuniform seinen Abschied. Anlässlich seiner Verabschiedung verlieh Wilhelm II. ihm den Roten Adlerorden III. Klasse mit der Schleife und Schwertern am Ringe.
1896 wurde Losch Kommandeur der Herzoglich-Anhaltischen Jägerbrigade, welche er bis zum 30. Juni 1910 kommandierte.
Er war Mitglied des Vereins für Heraldik, Sphragistik und Genealogie. 1899 unterstützte er einen Aufruf zur Unterstützung der evangelischen Bewegung in Österreich. 1903 ließ er sich das Haus Medicusstraße 3 in Dessau bauen. Losch war auch als Kammerherr des Fürsten von Anhalt tätig.

### Familie
Losch heiratete am 24. September 1872 in Dessau Agnes von Trotha (* 1850). Aus der Ehe gingen Eduard (1875–1916), Stiefvater von Marlene Dietrich, Mathilde (1879–1899), Alwine (1879–1943) und Valeska (1886–1968) hervor.

## Schriften
- Denkschrift der Herzoglich Anhaltischen Jägerbrigade 1810–1910. Dünnhaupt, Dessau 1910.